# Hou Sen
Hou Sen (Pechino, 30 giugno 1989) è un calciatore cinese, portiere del Beijing Guoan.

## Palmarès

### Club
- Coppa della Cina: 1

Beijing Guoan: 2018